# 가오슝 국제공항
가오슝 국제공항(중국어: 高雄國際機場, IATA: KHH, ICAO: RCKH)은 대만 가오슝시에 위치한 국제공항으로 타오위안 국제공항과 더불어 동북아시아의 여러 나라로 향하는 허브 공항의 역할을 담당하고 있으며 대만에서 2번째로 큰 공항으로 손꼽힌다.

## 역사
가오슝 국제공항에는 대한민국으로 가는 항공편이 많이 있다.
가오슝 첩운(지하철)이 개업하고 가오슝 시내와 공항 지하가 직결되고 있다.

## 연혁
- 1965년 : 가오슝 공항 개항
- 1969년 : 국제선이 신설 되면서 국제공항으로 격상.

## 터미널
가오슝 국제공항은 국내선과 국제선 두개의 터미널이 있다. 그들은 복도로 이어져 있다.
국내선 터미널은 1965년에 이 시설이 처음 민간 항공기로 개설되었을 때 건설되었는데, 몇년 동안 소규모 증축과 개선을 겪었지만 제트 교량은 추가되지 않았다. (국내선 터미널은 주로 제트기 교량이 필요 없는 소형 비행기를 운행한다.)현재 국내 터미널 건물은 1997년에 새로운 국제 터미널이 문을 열기 전에 국제 항공 편을 운항하기도 했다.
1997년에 문을 연 국제 터미널과 모든 출입구에 제트 교량이 설치되어 있다. 그것은 대만 타오위안 국제 공항으로 가는 모든 국제 항공 편과 연결 항공 편을 제공한다. 대만 타오위안 국제 공항으로 가는 비행기를 타는 동안, 승객들은 가오싱 국제 공항에서 입국 수속을 하고, 타오위안에서 교통 체증을 피하면서, 절차를 반복할 필요가 없다. 국제 터미널의 면적은 국내의 3배 이상이다.

## 운항 노선

### 국제선
| 항공사               | 도착지 |
| -------------------- | --- |
| 중화항공             | 구마모토, 도쿄(나리타), 마닐라, 방콕(수완나품), 베이징(수도), 삿포로(치토세), 상하이(푸둥), 서울(김포), 서울(인천), 선전, 싱가포르, 오사카(간사이), 오키나와(나하), 자카르타(수카르노 하타), 홍콩(첵랍콕) |
| 에바 항공            | 광저우, 닝보, 도쿄(나리타), 마카오, 상하이(푸둥), 서울(인천), 오사카(간사이), 톈진, 후쿠오카 |
| 만다린 항공          | 샤먼, 창사, 항저우, 홍콩(첵랍콕) |
| 유니 항공            | 우시, 쿤밍, 푸저우, 항저우, 황산, 칭다오 |
| 타이거 항공 타이완   | 도쿄(나리타), 나고야(주부), 마카오, 서울(김포). 오사카(간사이), 오키나와, 후쿠오카 |
| 에어로케이           | 서울(인천) |
| 에어부산             | 부산 |
| 제주항공             | 서울(김포), 서울(인천), 제주 |
| 티웨이항공           | 서울(인천), 부산 |
| 중국남방항공         | 우한 |
| 중국동방항공         | 난징, 난창, 우시, 우한 |
| 샤먼 항공            | 샤먼, 푸저우, 취안저우 |
| 준야오 항공          | 상하이(푸둥) |
| 홍콩 익스프레스 항공 | 홍콩(첵랍콕) |
| 마카오 항공          | 마카오 |
| 일본항공             | 도쿄(나리타) |
| 피치 항공            | 도쿄(나리타), 오사카(간사이), 오키나와(나하) |
| 베트남 항공          | 하노이, 호치민 |
| 비엣젯 항공          | 하노이, 호치민 |
| 제트스타 퍼시픽 항공 | 다낭 |
| 뱀부 에어웨이스      | 하노이 |
| 에어 아시아          | 쿠알라룸푸르 |
| 필리핀 에어아시아    | 마닐라 |

### 국내선
| 항공사      | 목적지                       |
| ----------- | ---------------------------- |
| 만다린 항공 | 마궁, 화롄                   |
| 유니 항공   | 마궁, 진먼 군사 전세편: 둥사 |
| 덕안항공    | 왕안, 치메이                 |

## 같이 보기
- 중화민국 교통부 민용항공국
- 대만의 교통
- 대만의 공항 목록